# زمین‌لرزه ۱۹۶۶ کنگو
زمین‌لرزه کنگو  در تاریخ ۲۰ مارس ۱۹۶۶ میلادی، برابر با ‎۲۹ اسفند ۱۳۴۴، ساعت ۱:۴۲:۵۱ به زمان یوتی‌سی در کنگو رخ داد. ژرفای این زلزله ۱۵ کیلومتر بود. بزرگی آن ۷٫۲ در مقیاس ریشتر اعلام شده‌است. زمین‌لرزه به وقت محلی در روز یکشنبه، ساعت ۳ روی داده و منطقه زمانی آن یوتی‌سی +۲ بوده‌است .
سازمان زمین‌شناسی آمریکا نیز جای این زمین‌لرزه را در مختصات ۰°۳۶′شمالی ۳۰°۱۲′شرقی / ۰٫۶°شمالی ۳۰٫۲°شرقی و بزرگی آنرا برابر با ۷ در مقیاس ریشتر اعلام کرده‌است. ژرفای گزارش شده از سوی این سازمان ۳۶ کیلومتر می‌باشد.
شمار کشتگان زلزله حدود ۲۰۰ نفر بوده‌است.تعداد زخمیان ۱۳۰۰۰ نفر برآورده شده‌است.